# Avon (Alabama)
Avon város az USA Alabama államában, Houston megyében. Lakosainak száma 465 fő (2020. április 1.).

## Népesség
A település népességének változása:
| Lakosok száma | 473  | 543  | 465  |
|               | 2007 | 2010 | 2020 |